# 아방팝
아방팝(Avant-pop)은 실험적이고, 새로우며, 이전과는 다른 스타일로 구분하는 대중음악을 뜻하는 단어이다.아방가르드(Avant-garde)와 팝(Pop)을 합친 단어로, 새롭거나 독특한 예술적 비전을 제공하는 대중음악의 기존 요소와 아방가르드적인 감성의 조합을 의미한다.

## 정의
아방팝이라는 단어는 실험적이거나 아방가르드적 접근법과 대중음악의 스타일적 요소 간의 균형을 맞추고, 구조나 형태의 주류적 관습을 탐구하는 음악을 지칭할 때 사용하였다.

## 역사
1960년대 대중음악이 문화적 중요성을 얻고, 상업적인 오락으로서의 위상에 의문을 품기 시작하면서 음악가들은 전후의 아방가르드를 바라보기 시작했다. 1959년, 음악 프로듀서 조 믹이 이듬해에 발매하는 “I Hear a New World”를 녹음하였다. 타이니 믹스 테이프스의 조너선 패트릭은 이 녹음에 전자 음악과 아방 팝 역사의 기념비적인 순간이라고 묘사하였다. 그 밖의 초기 아방팝 작품으로는 1966년에 발매한 영국 밴드 비틀즈의 ‘Tomorrow Never Knows’가 있다. 이 노래는 콩코드, 전위적인 작곡, 인도 풍의 음악, 전자 음향 등의 다양한 음악 기법을 3분짜리 곡에 넣었다.
다른 아방팝의 선구자나 개척자로 불리는 인물은 벨벳 언더그라운드의 루 리드, 케이트 부시, 로리 앤더슨, 스푸키 루벤, 블랙 다이스의 에릭 코프랜드 등이 있다. 2017년 기준으로는 줄리아 홀터, 홀리 헌돈, 원오트릭스 포인트 네버, 소피 등이 아방팝 음악가로서 활동하고 있다.

## 아방팝 음악가
- 로리 앤더슨[9]
- 애니멀 컬렉티브[10]

- 피오나 애플[11]
- 아르카[12][13]
- 오테커[14]
- 벡[15]

- 비요크[16][17]
- 데이비드 보위 (1977년부터 1979년까지)[18]
- 케이트 부시[19][12]
- FKA 트위그스[20]
- 제네시스[21]
- 펠라 쿠티[22]
- 아이엠엠아이후엠아이
- 그레이스 존스[23]
- 모머스[24]
- 마이 블러디 밸런타인[25]
- 더 레지던츠[26]
- 록시 뮤직 (초기 음악)[27]
- 로신 머피[28]
- 프랭크 오션[29]
- 아리엘 핑크[30]
- 소피[31]
- 세인트 빈센트[32]
- 슈가큐브스[33]
- 스테레오랩[34]
- 브라이언 윌슨 (1965년부터 1967년까지)[35]
- 찰리 XCX[36][37]
- 예스[21]
- 프랭크 자파[38]

## 같이 보기
- 아트 팝
- 실험 음악
- 베이퍼웨이브